# Barmen-Mitte
Das Wuppertaler Wohnquartier Barmen-Mitte ist eines von sechs Quartieren des Stadtbezirks Barmen. Es ist das historische Zentrum Gemarke der ehemaligen selbstständigen Großstadt Barmen.

## Geografie
Das 0,53 km² große Wohnquartier liegt östlich der geografischen Mitte Wuppertals, in Tallage auf beiden Seiten der Wupper. Es wird im Norden durch die Trasse der stillgelegten Wuppertaler Nordbahn, im Westen durch die Straßen Steinweg und Fischertal, im Süden durch die Bahnstrecke Elberfeld–Dortmund und im Osten durch die Straßen Heidter Berg, Bachstraße und Westkotter Straße begrenzt. Im Uhrzeigersinn umgeben Barmen-Mitte die Quartiere Sedansberg, Oberbarmen-Schwarzbach, Heckinghausen, Heidt, Kothen und Friedrich-Engels-Allee. Die Wupper mit der Wuppertaler Schwebebahn darüber durchfließt das in Tallage gelegene Wohnquartier, parallel dazu verläuft die Bundesstraße 7, hier Höhne genannt.
In Barmen-Mitte befindet sich mit dem Alten Markt der zentrale Verkehrsknotenpunkt Barmens. 
Im Quartier befinden sich zahlreiche denkmalgeschützte Gebäude, wie das Wuppertaler Rathaus am Johannes-Rau-Platz oder die Barmer Ruhmeshalle am Geschwister-Scholl-Platz, beide verbunden über die Fußgängerzone Werth. Weitere kulturhistorisch bedeutsame Bauten sind das Gesellschaftshaus Concordia, die Gemarker Kirche, in der auf der Bekenntnissynode der Deutschen Evangelischen Kirche am 31. Mai 1934 die Barmer Theologische Erklärung verabschiedet wurde, die Bergische Synagoge, und das 1643 gegründete Gymnasium Sedanstraße.